# 初めて出逢った日のように (中森明菜の曲)
「初めて出逢った日のように」（はじめてであったひのように）は、日本の歌手中森明菜の楽曲。この楽曲は中森の44枚目のシングルとして、2004年7月7日に歌姫レコーズ（ユニバーサルミュージック内）よりリリースされた (12cmCD：POCE-3601)。

## 背景
「初めて出逢った日のように」は、NHK-BS2（後にNHK総合テレビジョンで再放送）にて放送された韓国ドラマ『オールイン 運命の愛』の主題歌、パク・ヨンハ「初めて出逢った日のように」の日本語歌詞版を中森がカバーした楽曲である。この楽曲は、2004年7月7日にCDシングル (12cmCD: POCE-3601)で、前作「赤い花」に続いて歌姫レコーズから発売された。この「初めで出逢った日のように」は、前作「赤い花」とメロディは同じだが、歌詞やアレンジ・歌唱法がそれぞれ違っている。本曲は、前作「赤い花」と同様キム・ヒョンソク (KIM HYUNG SEOK)の作詞・作曲で、アレンジも引き続き武部聡志が担当し、日本語詞はパクの「初めて出逢った日のように」の日本語歌詞版を手掛けた松井五郎である。「赤い花」と本曲の2曲は、当初1枚のシングルでリリースすることも検討されたが、2曲それぞれの歌の世界の違いを聞いてもらいたいとの中森の意向から、分けて発売することとなった。異名同曲異歌詞のシングルとしては「ミ・アモーレ〔Meu amor é･･･〕」と「赤い鳥逃げた」を発表して以来となった。本作のジャケットは「赤い花」のジャケットと同じ写真をモノクロに処理している。

## 批評
『CDジャーナル』は「初めて出逢った日のように」について、心情を露わにすることなくあえて抑制して歌唱することで、登場人物の心の動きをむしろ真に迫らせると批評した。

## チャート成績
この楽曲は、オリコン週間シングルチャートで、最高順位50位を記録した。同チャートには、計6週に渡ってランクインしている。

## 収録曲
| #         | タイトル                               | 作詞                                | 作曲           | 編曲      | 時間 |
| --------- | -------------------------------------- | ----------------------------------- | -------------- | --------- | ---- |
| 1.        | 「初めて出逢った日のように」           | KIM HYUNG SEOK 松井五郎（日本語詞） | KIM HYUNG SEOK | 武部聡志  | 4:33 |
| 2.        | 「初めて出逢った日のように」(カラオケ) |                                     |                |           | 4:30 |
| 合計時間: | 合計時間:                              | 合計時間:                           | 合計時間:      | 合計時間: | 9:03 |

## 収録アルバム
- 『BEST FINGER 25th anniversary selection』[14]
- 『バラード・ベスト 〜25th Anniversary Selection〜』[13]